# Mutsamudu

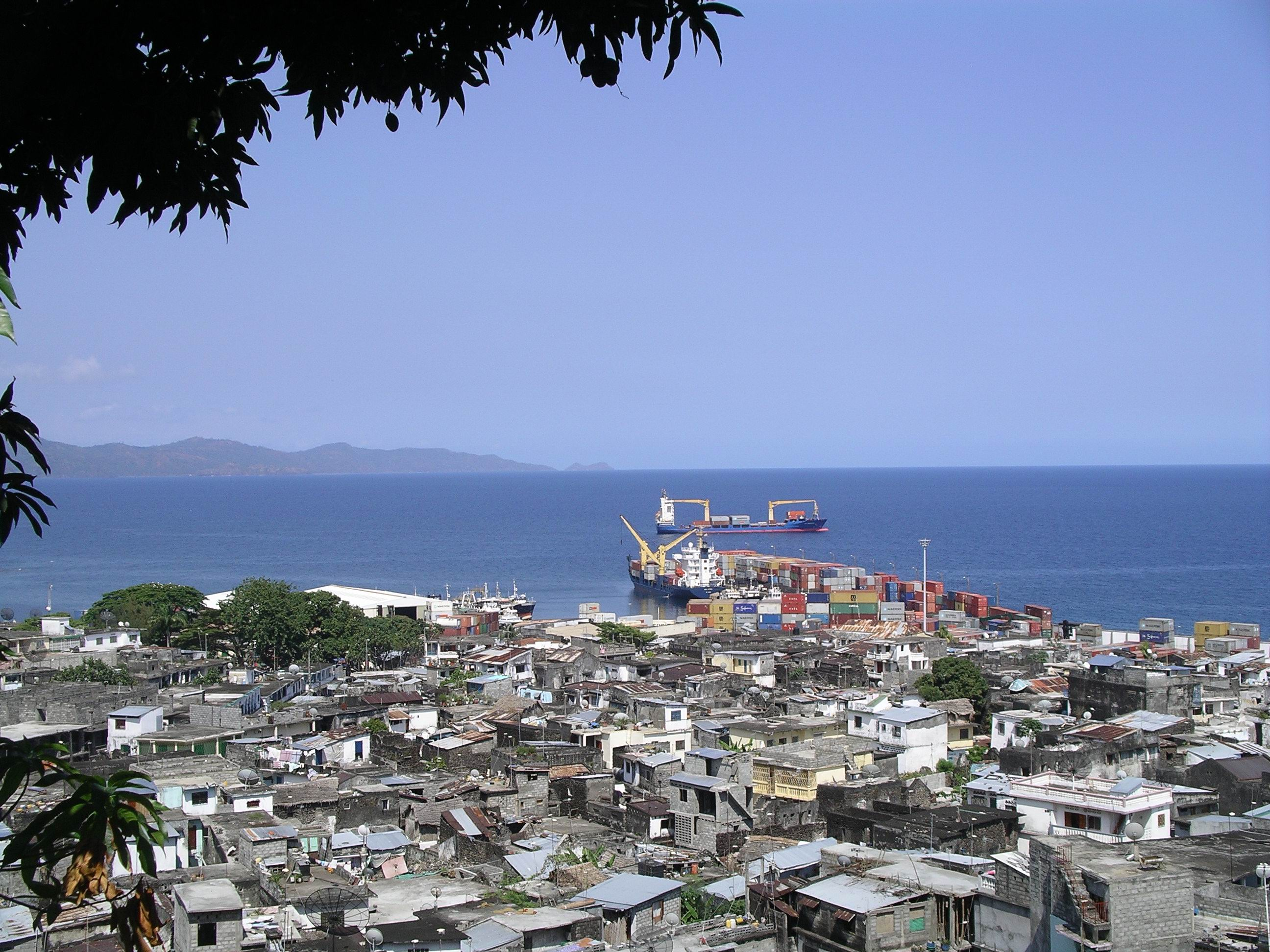
Puerto de Mutsamudu

Mutsamudu (o Moutsamoudou, según la ortografía francesa) es la segunda mayor ciudad de la Unión de las Comoras y la capital de la isla autónoma Anjouan.
Fue fundada en 1482 y es el lugar de donde proviene el expresidente de las Comoras, Ahmed Abdallah Mohamed Sambi. Está formada mayoritariamente por estrechas calles, con muchas tiendas y pequeñas artesanías, un puerto y una ciudadela antigua.
Su clima es tropical marítimo, por lo que sus temperaturas suelen estar comprendidas entre los 27 °C y 32 °C. La estación más cálida en la ciudad es la que va desde diciembre hasta abril.

## Historia
Fundada en 1482, es la segunda ciudad más importante del país. Tiene una medina y una ciudadela, construidas en la época de los sultanes (1790). Cerca de ella se sitúa el palacio Ujumbé, antigua sede del sultán (1786), que ahora está siendo restaurada. En los siglos XVII y XVIII era visitada con frecuencia por los ingleses que iban hacia la India.